# Rentchler
Rentchler – jednostka osadnicza w Stanach Zjednoczonych, w stanie Illinois, w hrabstwie St. Clair.